# Think About That
Think About That è un singolo promozionale della cantante inglese Jessie J, pubblicato nel 2017 ed estratto dal suo quarto album in studio R.O.S.E..

## Video
Il videoclip della canzone è stato diretto da Erik Rojas, Brian Ziff e Jessie J.

## Tracce
- Download digitale

1. Think About That – 3:13